# 燃素说

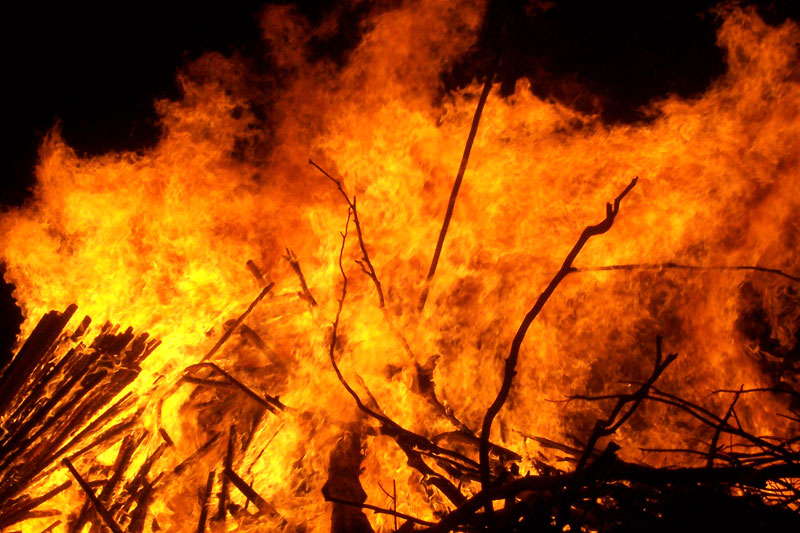
科學家在17世紀提出燃素說，解釋燃燒及鐵锈等氧化過程

燃素说（英語：Phlogiston theory），是一個已被取代的化學理論，起源於17世紀。這個理論假設，任何物質在燃燒時，都會釋放出一種名叫燃素（Phlogiston）的成分。
這個學說於18世紀被法國化學家安托万-洛朗·德·拉瓦锡推翻。

## 歷史
帕拉塞尔苏斯曾设想化学物质含有三大元素：硫为易燃的元素，汞为流动性和挥发性的元素，盐为固定和不活动的元素。
17世纪，美因茨大学医学教授约翰·约阿希姆·贝歇尔略微修改了医疗化学的学说，于1669年主张固体的泥土物质一般含有三种成分：
1. “石土”，存在于一切固体中的一种固定的土，相当于早期医疗化学家的盐元素
2. “油土”，存在于一切可燃物体中的一种油性的土，相当于硫元素
3. “汞土”，一种流动性的土，相当于汞元素

贝歇尔认为，一切可以燃烧的物体含有硫质的、油性的“油土”，在燃烧过程中，它在与其他「土」结合時逃了出来；也就是说，燃烧是一种分解作用，物质燃烧后，留下的灰烬是成分更简单的物质。
燃素说认为，燃烧和锻烧的过程牵涉到化合物分解为组成部分的过程，在最简单的情况下，也就是分解为硫质的“油土”和固定的“ 石土”。理论上，简单的物体不能发生燃烧，因为含有“油土”和另一种土的物质必然是化合物。
18世纪，新的化学概念和燃素学说雙方支持者展開激烈辯論。1703年，德国哈雷大学的医学与化学教授格奥尔格·恩斯特·史塔尔把贝歇尔的“油土”重新命名为“燃素”，并把这个理论发展成更广泛的理论体系，用以说明氧化、呼吸、燃烧、分解等很多化学现象。金属是灰碴与燃素的化合物，加热释放了燃素而剩下灰碴。总的说来，燃素为一切可燃物体的根本要素，油、脂、木、炭及其他燃料含有特别多的燃素。当这些物体燃烧时，燃素便釋出，或则进入大气中，或则进入一个可以与它化合的物质中如灰碴，从而形成金属。
到1740年，燃素理论在法国被普遍接受；十年以后，这种观点成为化学的公认理论。
然而，燃素說未能合理解釋定量實驗的結果；根據燃素說，鎂在燃燒後會釋出燃素，但實際上質量不減反增。其後拉瓦節證明氧在燃燒過程中必不可少，解釋了鎂燃燒後增加重量的現象，並為其後的熱質說奠下基礎。至於許多有機化合物燃燒後重量變輕的原因，則是因為燃燒產物為氣體，消散在空氣中，因此只留下無法燃燒的灰碴，才會有燃燒後重量變輕的錯覺。